# Estetasc
Un estetasc és un òrgan anatòmic especialitzat en forma de setes no tapades que es fa servir per a determinar la direcció i concentració d'una olor.
Es troba en alguns crustacis (com Daphnia i molts d'altres). Es localitza en les antenes o les antènul·les o més rarament en parts de la boca. Té una funció quimioreceptora donat que els mascles tenen més d'aquests tipus d'estructures que no pas les femelles.